# Hakka-opera
Hakka-opera is een vorm van Chinese opera die in Zuid-China populair is. De voertaal van de opera is een variant van het Hakka die dichter bij Mandarijn staat dan dan de volkstaal van de Hakka-Chinezen. De opera komt vaak voor in Taiwan, Zuid-Hunan (Ganzhou), Noordoost-Guangdong en Zuidwest-Fujian. Door vrouwenemancipatie spelen tegenwoordig ook vrouwen in hakka-opera, vroeger was het doorgaans alleen voor mannen toegestaan om het operavak te leren en werden vrouwenrollen door verklede mannen gespeeld.
De hakka-opera wordt door de Hakka 漢劇 genoemd, wat "Han-opera" betekent. Een andere benaming is "opera van buiten het rivierengebied".
De Hakka op Taiwan organiseren opera-avonden tijdens miaohui, het geestenfeest, het winterfeest en tijdens verjaardagen van goden. Op Taiwan wordt Sixianyu, een variant van Taiwan-Hakka, gebruikt als voertaal bij operastukken. De opera's gaan vooral over historische gebeurtenissen en Chinese mythologie. Het doel van de opera was onder andere om het volk te onderwijzen in trouw, kinderlijke gehoorzaamheid, rechtvaardigheid en hoffelijkheid. Ook zijn er opera's die het volk alleen onderwijzen in doorzettingsvermogen.